# Tiamat
Pour les articles homonymes, voir Tiamat (homonymie).
Tiamat est une déesse mésopotamienne, personnification des eaux primordiales. Elle apparaît avant tout dans l'Épopée de la Création babylonienne (Enūma Eliš) en tant que maîtresse des forces du chaos, et antagoniste principale du grand dieu Marduk.

## Mythologie babylonienne

### L'antagoniste de Marduk dansEnūma Eliš
Tiamat est essentiellement connue par son rôle dans le grand texte de la mythologie babylonienne Enūma Eliš (généralement daté du XIIe siècle av. J.-C.), qui décrit son origine. Aux origines du Monde, après la séparation du Ciel et de la Terre, n'existent que deux entités : Apsû, la personnification des eaux souterraines, et Tiamat, son pendant féminin, personnification des eaux salées, dont le nom est une forme du mot akkadien tiāmtum, signifiant la « mer ». 
Le couple Apsû-Tiamat engendre ensuite les grands dieux mésopotamiens, à commencer par le Ciel Anu. Puis Apsû devient excédé par l'activité de sa descendance, et décide de l'exterminer. Tiamat est alors opposée à son projet, mais elle ne l'arrête pas. Il est vaincu par Ea (Enki). Tiamat décide alors de le venger. À cette fin, elle crée plusieurs créatures, à la tête desquels elle place Qingu, qui est aussi son amant. Les dieux envoient Marduk, le fils d'Ea, pour les affronter. Il les défait, puis se confronte à Tiamat. Celle-ci est vaincue, quand Marduk enfonce son crâne avec sa massue. Puis il divise son corps en deux parties et se sert de la première partie pour façonner le Ciel, et la seconde pour façonner la surface de la Terre ; ainsi il est dit que ses seins forment les montagnes, et à partir de ses yeux coulent les eaux du Tigre et de l'Euphrate.

### Aspect
Enūma Eliš n'est pas précis et explicite sur l'aspect de Tiamat, et présente des contradictions puisqu'elle peut être imaginée sous deux formes : 
- dans certaines descriptions elle semble une entité impersonnelle, un corps aqueux ;
- dans d'autres comme celle racontant le sort de sa dépouille, elle semble avoir un aspect anthropomorphe voire monstrueux, avec quatre pattes[2].

De ce fait il n'a pas été possible d'identifier avec certitude des représentations de Tiamat dans l'art mésopotamien : certains ont proposé qu'il s'agirait d'une créature à l'aspect de serpent/dragon apparaissant dans certaines représentations de combats mythologiques contre un dieu, notamment parce que le serpent/dragon est généralement associé au domaine des eaux dans le Proche-Orient ancien, mais c'est loin d'être assuré ; il peut aussi s'agir de représentations de combats contre des créatures de Tiamat, puisqu'elles relèvent pour plusieurs de la catégorie des serpents/dragons.

### Autres attestations
Tiamat apparaît peu dans les textes mésopotamiens en dehors d’Enūma Eliš. La tradition mythologique sumérienne connaît déjà une déesse-mère personnifiant les eaux primordiales, appelée Namma (ou Nammu). Quelques textes (incantations notamment) et noms de personnes antérieurs à ce récit évoquent une « mer », appelée en akkadien tiāmtum et en sumérien ab.ba, qui semble personnifiée et divinisée. Une incantation en sumérien connue par une copie tardive fait même de cette Mer la « mère des dieux ». Un autre texte antérieur à Enūma Eliš, la Théogonie de Dunnu fait de la Mer personnifiée un des êtres primordiaux. Les autres sources mentionnant Tiamat renvoient directement au contenu d'Enūma Eliš, notamment la commémoration de sa défaite par Marduk qui a lieu lors de la fête du Nouvel An à Babylone, appelée akītu. Dans d'autres adaptations du récit mythologique, on substitue à Marduk d'autres dieux qui deviennent alors les vainqueurs de Tiamat : Assur en Assyrie, et apparemment Nabû (le fils de Marduk) dans certains textes babyloniens récents et à Palmyre.

### Parallèles mythologiques
En fait la tradition du combat d'un dieu représentant la royauté contre une mer personnifiant les forces du chaos est un thème mythologique présent ailleurs qu'à Babylone dans le Proche-Orient ancien, et Enūma Eliš relève de cette tradition. Les textes du XVIIIe siècle av. J.-C. provenant de Mari (Syrie) indiquent ainsi qu'il existe un récit (dont aucune version écrite n'a été retrouvée) du triomphe du dieu de l'Orage d'Alep contre la Mer. Le dieu de l'Orage d'Ugarit (aussi en Syrie), Baal (ou Hadad), est également vainqueur de la Mer (Yam) dans un des épisodes de son cycle mythologique, et un récit semblable se retrouve en pays hittite. En Mésopotamie, des textes antérieurs en sumérien font du dieu-guerrier Ninurta le vainqueur de créatures de la mer, mais il n'y a pas de mention explicite d'une victoire de ce dieu contre une personnification de la mer.

## Pseudo-science et culture contemporaine

### Pseudo-science:LaXIIeplanète
Dans son livre, La douzième planète, Zecharia Sitchin traduisit en interprétant de manière originale et controversée une ancienne légende, L’Épopée de la Création, découverte dans les ruines de la bibliothèque d'Assurbanipal à Ninive. Plutôt que d'y voir des combats célestes symboliques opposant les divinités, il décida de les interpréter comme des faits astronomiques réels, chaque divinité représentant une planète ; et il remarqua qu'une planète inconnue était mentionnée en tant que Tiamat. Il en déduisit qu'une collision de l'hypothétique Tiamat et de Nibiru, aussi nommée Mardouk, engendra la Terre et la ceinture d'astéroïdes. Tiamat aurait été complètement détruite durant la collision,. Cette hypothèse est jugée pseudo-scientifique, et même tout bonnement stupide (« plain silly ») par la NASA.

### Culture contemporaine
- Tiamat est l'une des 1 038 femmes dont le nom figure sur le socle de l'œuvre contemporaine The Dinner Party de Judy Chicago. Elle y est associée à la Déesse primordiale, première convive de l'aile I de la table[12].
- Dans le manhwa (manga coréen) Yureka, Tiamat est le plus puissant dragon du monde des ténèbres, au service du général démoniaque Prestinia.
- Série télévisée :
  - Stargate SG-1 (Saison 1, épisode 12, Le feu et l'eau), Nem, un extraterrestre dont la race est amphibie, recherche auprès de Daniel Jackson des informations sur sa femme Omoroca (autre nom de Tiamat[13]), qui voyagea jusqu'à Babylone pour aider au combat contre le Goa'uld Belus. On apprend que Belus l'a découpée en morceaux. Dans un autre épisode (Saison 5, épisode 8, La Tombe) SG-1, accompagnée d'une équipe russe, trouve un artéfact nommé l'Oeil de Tiamat à l'intérieur du tombeau du goa'uld Marduk.
  - Supernatural, il existe une pièce de monnaie maudite sur laquelle figure Tiamat. Cette pièce, jetée dans une fontaine, lui donne le pouvoir d'exaucer les souhaits. Les frères Winchester sont forcés d'intervenir quand ces derniers se révèlent être corrompus.
- Dans le jeu de rôle Donjons et Dragons, Tiamat est la reine et déesse principale des maléfiques dragons chromatiques.
- Un groupe de metal gothique suédois est nommé Tiamat
- Le groupe de black metal israélien basé aux Pays-Bas, Melechesh, évoque souvent Tiamat, notamment dans leur chanson traitant du récit originel, Rebirth of The Nemesis (Enuma Elish Rewritten). Les paroles des chansons de ce groupe traitent toutes de la mythologie babylonienne et mésopotamienne.
- Dans le film Your name. de Makoto Shinkai, Tiamat est le nom d'une comète au rôle central dans l'intrigue.
- Apparaissant dans les jeux vidéo, Tiamat peut être un monstre ou personnage (Aion, Golden Sun, Darksiders, Final Fantasy, Solatorobo...) ou un objet ou pouvoir aidant le joueur (League of Legends, Breath of Fire III…) :
  - Tiamat apparait dans le jeu mobile japonais Granblue Fantasy et y possède un rôle essentiel.
  - Dans le jeu mobile Fate/Grand Order, elle est le dernier Boss de Babylonia, et est représentée comme une Servant chaotique antagoniste de classe Beast.
  - Tiamat est un démon qui apparaît dans de nombreux opus de la série de jeux vidéos Megami Tensei.
- Tiamat est également le monde principal où se déroule l'action du roman de Science Fiction La Reine des Neiges, de Joan D. Vinge.
- Dans Aces High, la deuxième anthologie de Wild Cards avec des nouvelles rassemblées par George R. R. Martin, une secte maçonnique vénère la divinité Tiamat.